# Bjørn Floberg
Bjørn Floberg, född 12 september 1947 i Oslo, är en norsk skådespelare inom film, TV och teater. Han är särskilt känd för att ha spelat osympatiska personer, men har också haft framgång i andra typer av roller.

## Filmografi (urval)
- 1977 – Den tysta majoriteten
- 1997 – Den siste vikingen
- 1997 – Örnens öga
- 1998 – Sista kontraktet
- 1999 – Sophies värld
- 2000 – Den goda fröken och huset
- 2000 – Dykaren
- 2002 – Jag är Dina
- 2002 – Musik för bröllop och begravningar
- 2003 – Psalmer från köket
- 2003 – Vildmark
- 2003 – Operation Stella Polaris (TV-serie)
- 2003 – Tur & retur
- 2004–2006 – Örnen (TV-serie)
- 2007 – Kommissarien och havet – I denna stilla natt (TV-serie)
- 2007 – Varg Veum – Bittra blomster
- 2008 – Varg Veum – Törnrosa
- 2008 – Varg Veum – Din till döden
- 2008 – Varg Veum – Fallna änglar
- 2008 – Varg Veum – Kvinnan i kylskåpet
- 2008 – Varg Veum – Begravda hundar
- 2010 – En ganska snäll man
- 2010 – Varg Veum – Skriften på väggen
- 2010 – Maria Wern – Stum sitter guden
- 2011 – Varg Veum – Svarta får
- 2011 – Varg Veum – Dödens drabanter
- 2012 – Varg Veum – I mörkret är alla vargar grå
- 2012 – Varg Veum – De döda har det bra
- 2012 – Varg Veum – Kalla hjärtan
- 2012 – 90 Minutes
- 2014 – Jakten på Berlusconi
- 2014 – Kingsman: The Secret Service
- 2021 – Drottning Margareta